# Where You’re Concerned
Where You’re Concerned – dwudziesty piąty długogrający album studyjny Perry’ego Como wydany w 1978 roku przez RCA Victor. Został nagrany podczas sesji zarówno w Wielkiej Brytanii, jak i w Stanach Zjednoczonych. Większość swoich utworów dzieli z albumem Perry’ego, The Best of British. Album został wydany tylko w USA, ponieważ The Best of British był oferowany do sprzedaży tylko w Wielkiej Brytanii i Kanadzie.

## Lista utworów

### Strona pierwsza
1. „You Light Up My Life”
2. „There's A Kind of Hush ”
3. „Feelings”
4. „When I Need You”
5. „Where You're Concerned”

### Strona druga
1. „Girl You Make It Happen”
2. „Greensleeves ”
3. „My Kind of Girl ”
4. „Someday I'll Find You ”
5. „We'll Meet Again”